# الساحل بحري (قرية)
الساحل بحري قرية من إحدى القرى التابعة لمركز البلينا يبلغ عدد سكانها 5 آلاف نسمة.تقع في محافظة سوهاج في مصر.